# Tardienta
Tardienta è un comune spagnolo di 1 087 abitanti situato nella comunità autonoma dell'Aragona.